# Savoia di Lucania
Savoia di Lucania (Savòie in dialetto lucano, Salvia fino al 1879) è un comune italiano di 982 abitanti della provincia di Potenza in Basilicata.

## Geografia fisica
Savoia di Lucania si trova a 720 m s.l.m. e confina con Caggiano, Picerno, Sant'Angelo Le Fratte, Satriano di Lucania, Tito, Vietri di Potenza. È sede della comunità montana Melandro.

## Storia
Il nome originario del comune, Salvia, deriva per alcuni dal latino Saulia che significa "luogo impiantato di salici", per altri dal nome della salvia, pianta aromatica che tuttora cresce abbondante e spontanea nelle campagne circostanti.
Durante il Regno delle Due Sicilie ha fatto parte amministrativamente del circondario di Caggiano, appartenente al Distretto di Sala del Principato Citra, dal 1811 al 1844. Dal 1844, fino all'annessione al Regno di Sardegna, ha fatto parte del circondario di Vietri di Potenza, appartenente al Distretto di Potenza della Provincia di Basilicata.
Il nome fu mutato in Savoia di Lucania nel 1879 come "gesto riparatorio" rivolto alla dinastia reale, poiché il borgo diede i natali a Giovanni Passannante, cuoco di idee anarchiche che a Napoli attentò, senza riuscirci, alla vita del re Umberto I. Passannante, fu torturato per molti anni e passò il resto della sua esistenza in manicomio.
Tuttavia gli abitanti conservano ancora la denominazione di salviani.

### Simboli
Lo stemma e il gonfalone del Comune di Savoia di Lucania sono stati concessi con decreto del Presidente della Repubblica del 18 ottobre 2002.
Stemma: 

Gonfalone: 

## Monumenti e luoghi d'interesse

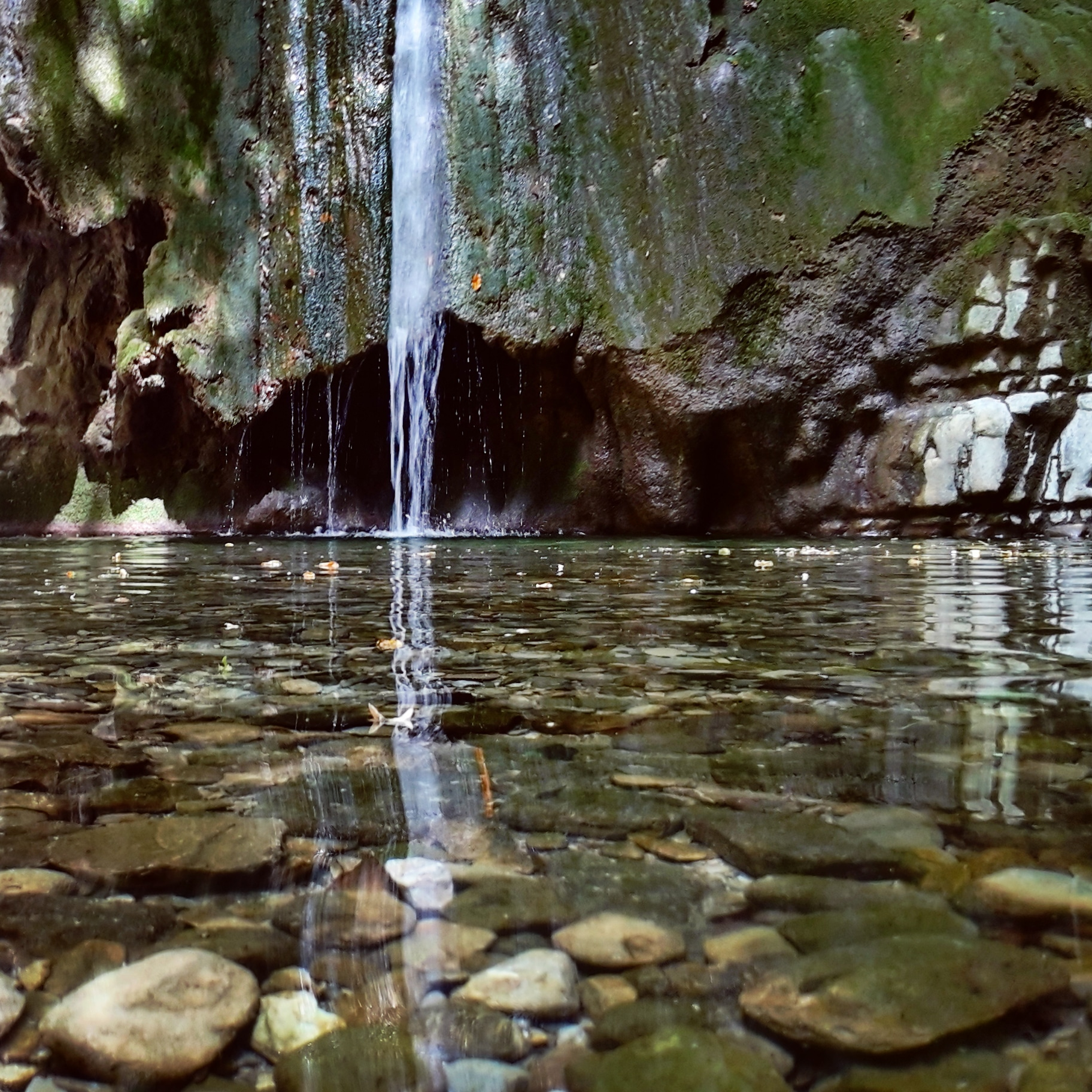
Savoia di Lucania - Cascata Grande del Tuorno

- Chiesa madre di San Nicola di Bari
- Chiesa della Madonna del Latte
- Chiesa della Madonna Annunziata
- Chiesa di San Rocco
- Monumento di San Rocco sul monte Serra
- Castello medievale
- Municipio
- Palazzi baronali e signorili
- Cascate del tuorno

## Società

### Evoluzione demografica
Abitanti censiti

## Cultura

### Feste patronali
- 16 maggio: processione di San Rocco
- Pentecoste: festa in onore della Madonna del Latte
- giugno: festa in onore del Corpus Domini
- 13 agosto: santa messa in onore del santo protettore al monte Costa la Serra ai piedi dell'imponente statua di San Rocco
- 15 agosto: festa in onore della Madonna Assunta in Cielo
- 16 agosto: festa in onore di San Rocco, patrono del Comune
- 1º settembre: festa in onore della Madonna di Viggiano
- 16 dicembre: processione di San Rocco

## Sport
L'Asd Savoia1979 milita nella seconda categoria lucana